# Alexa Bokšay
Alexa Bokšay (ur. 27 marca 1911, zm. 27 sierpnia 2007) – ukraiński piłkarz, występujący na pozycji bramkarza.
Grał w Rusi Użhorod (?–1937) i Slavii Praga (1937–1943).

## Sukcesy piłkarskie
- Mistrzostwo Czech (1940, 1941, 1942, 1943)
- Zwycięstwo w Pucharze Czech (1941, 1942)